# (6270) Kabukuri
(6270) Kabukuri est un astéroïde de la ceinture principale.

## Description
(6270) Kabukuri est un astéroïde de la ceinture principale. Il fut découvert le 18 janvier 1991 à Nasukarasuyama par Shigeru Inoda et Takeshi Urata. Il présente une orbite caractérisée par un demi-grand axe de 2,36 UA, une excentricité de 0,09 et une inclinaison de 5,8° par rapport à l'écliptique.

## Compléments